# Іваськів Ірина Василівна
Ірина Василівна Іва́ськів (нар. 21 грудня 1970, Кам'янське)  — українська письменниця, членкиня Національної спілки письменників України (НСПУ) з 2024 року
Видається з 2005 року. Авторка 23 книг та 11 колективних збірок.

## Життєпис

### Освіта
У 1986 році закінчила середню школу № 24 м. Кам'янського.
У 1991 році закінчила Придніпровський металургійний фаховий коледж.
У 2000 році закінчила диригентсько-хорове відділення Дніпровського біблійного коледжу.
Студіювала станковий живопис та графіку у Заочному Народному Університеті Мистецтв.
Зараз навчається у Дніпровському національному університеті імені Олеся Гончара.

### Музична діяльність
13 років присвятила керуванню великим християнським об'єднаним хором «Ковчег Дружби», який записав 5 музичних альбомів.
Композиторка, надруковано 5 нотних збірок творів для сольного та хорового виконання (2004, 2005, 2006, 2009, 2021).
Членкиня Асоціації композиторів Дніпровщини НВМС (Національної всеукраїнської музичної спілки) з 2021 року.

### Письменницька діяльність
Пише з дитинства. Працює в жанрах малої прози. Пише також вірші та пісні, статті різних жанрів, філософські трактати, методичні посібники.
З 2005 року — членкиня Спілки християнських письменників України. А з 2024 року доєдналась до Національної спілки письменників України.
У 2022 і 2023 роках видала 2 книги, написані у форматі щоденника: «Думки з тамбура. 100 днів війни» та «Думки з тамбура. Воєнне літечко».
У 2024 році світ побачила збірка оповідань і повістей «Євдокія», в якій письменниця досліджувала Голодомор на Дніпровщині.
Веде також активну журналістську діяльність. Членкиня Міжнародної асоціації журналістів «Новомедіа» з 2020 року.

### Громадська діяльність
У 2012 році заснувала громадську організацію «Перлина Відродження», яка займається розвитком і популяризацією християнської творчості.
Резидент Кабінету експертів, започаткованого Громадянським рухом «Всі разом!», який відстоює християнські, проукраїнські й сімейні цінності.

## Нагороди
- переможниця конкурсу гумору і сатири від СХПУ 2018 (номінація «Мала проза»: памфлети та фейлетони)
- лауреат міжнародних фестивалів НСПУ «Інтереальність»: 2019 (номінація «Авторська пісня»), 2021 (номінація «Мала проза»)
- п'ятикратний лауреат міжнародного фестивалю «Alley of Stars» 2021—2022 (номінація «Авторська пісня»)
- переможниця VI Літературного конкурсу ім. Леся Мартовича 2022 (номінація «Краща збірка музичних творів») і VII Літературного конкурсу ім. Леся Мартовича 2023 у номінації «Проза. Книги»
- переможниця Літературного конкурсу від СХПУ 2023 (номінація «Проза»)
- фіналістка і суперфіналістка десятків інших міжнародних літературних конкурсів

### Книги
- Іваськів, Ірина (2022). Думки з тамбуру (щоденник). Кам'янське: Дружко. с. 180. ISBN 978-617-8017-23-1.
- Іваськів, Ірина (2023). Думки з тамбура. Воєнне літечко. Кам'янське: Дружко. с. 256. ISBN 978-617-8017-39-2.
- Іваськів, Ірина (2024). Євдокія (збірка оповідань і повістей). Кам'янське: Дружко. с. 100. ISBN 978-617-8017-50-7.

### Нотні збірки
- Иваськив, Ирина (2004). Даже если (Нотный сборник). Одесса: Богомыслие. с. 84. ISBN 966-8434-26-9.
- Іваськів, Ірина (2005). Хвалитимо (Збірка пісень українською мовою для сольного та хорового виконання). Одеса: Богомисліє. с. 52. ISBN 966-8434-50-1.
- Іваськів, Ірина (2006). Серце Тобі співає (Збірка пісень українською мовою для сольного та хорового виконання). Одеса: Богомисліє. с. 40. ISBN 966-8434-62-5.
- Пой со мной (Сборник детских христианских песен на русском языке). 2009.
- Іваськів, Ірина (2021). Білий ангеле, не плач (Збірка пісень українською мовою для сольного та хорового виконання). Київ: ФОП Гуд Т. С. с. 32. ISBN 978-966-2478-11-2.

### Альманахи
- Збірка віршів «Інтереальність» 2019, ISBN 978-617-7583-88-1;
- Альманах «Дивокрай» 2020, ISBN 978-617-7888-27-6;
- Альманах «Політ думок» 2020, ISBN 978-617-7888-53-5;
- Збірка малої прози «Інтереальність» 2020, ISBN 978-617-7955-02-2;
- Альманах «Завжди зі мною» 2021, ISBN 978-617-7958-68-9;
- Альманах «Наш край» 2021, ISBN 978-617-8033-16-3;
- Збірка віршів «Інтереальність» 2021, ISBN 978-617-8000-25-7;
- Збірка малої прози «Інтереальність» 2021, ISBN 978-617-8000-25-7;
- Вісник міжнародного літературного конкурсу «Сестра таланту» 2021, Канів: вид-во «Склянка часу*Zeitglas»;
- Літературний збірник «Письменницький інтенсив VivArt» 2023, ISBN 978-617-8017-33-0;
- Вісник міжнародного літературного конкурсу «Пристрасті та ревнощі» 2023, Канів: вид-во «Склянка часу*Zeitglas»;
- Художньо-публіцистичний збірник «Берегині України» 2025, Дніпро: вид-во «Журфонд», ISBN 978-966-934-642-1.

### Методичні посібники
- Иваськив, Ирина (2013). Поднимаясь до уровня детей (Методическое пособие для тех, то работает с детьми). ISBN 978-966-2478-05-1;
- Иваськив, Ирина (2018). Добрый самарянин. Забота, граничащая с подвигом (Методическое пособие для тех, то работает с детьми). ISBN 978-966-2478-08-7;
- Иваськив, Ирина (2019). Воскресная школа для дошкольников. Четверть 2 (Методическое пособие для преподавателей воскресных школ и родителей). ISBN 978-966-2478-05-7;
- Иваськив, Ирина (2019). Воскресная школа для дошкольников. Четверть 3 (Методическое пособие для преподавателей воскресных школ и родителей). ISBN 978-966-2478-08-1;
- Іваськів, Ірина (2020). Моя стать. Шлюб і сім’я (Методичний комплекс для наставників у таборах і школах).